# Vertical Horizon
I Vertical Horizon sono un gruppo rock statunitense, formatosi a Washington nel 1990. Il gruppo si fece conoscere alla fine degli anni 90 con i singoli You're a God, Everything You Want e Best I Ever Had (Grey Sky Morning).

## Storia del gruppo
Matt Scannell e Keith Kane, due studenti della Georgetown University, formano il primo nucleo della band. Dopo il conseguimento della laurea nel 1992, vanno a Boston e registrano il loro primo album "There and Back Again".
Negli anni successivi Matt e Keith suoneranno come duo, in tour, per lo più in apparizioni con gruppi come i Jackopierce.
Nel 1995 sono pronti a registrare di nuovo e pubblicano "Running on Ice" (prodotto da John Alagia e Doug Derryberry insieme con Scannell), mostrando una crescita significativa nella sonorità del duo.
Alla registrazione dell'album prendono parte Derryberry, Jackopierce, e Carter Beauford (batterista della Dave Matthews Band)
Nel 1996 i Vertical Horizon si presentarono in tour come quartetto con Ed Toth alla batteria. Un album live, "Live Stages", è stato pubblicato all'inizio del 1997 e conteneva quattro canzoni inedite. Il successo di questo nuovo album aiutò la band a trovare una nuova casa discografica per la pubblicazione dei loro prossimi lavori e nel 1998 firmarono con la Sony BMG Music Entertainment / RCA Records
Subito dopo Matt e Keith fecero delle audizioni per trovare un bassista permanente per il gruppo. Sean Hurley, uno studente della Berklee School of Music, ha colpito per il suo modo di suonare ed  è stato ufficialmente invitato a far parte dei Vertical Horizon

### Everything You Want
Il primo album targato RCA "Everything You Want", fu pubblicato nel 1999, (con i produttori: Ben Grosse, Mark Endert, e David Bendeth (Paramore, Your Vegas).
Il primo singolo, "We Are", è stato accolto da un ascolto moderato, mentre il secondo singolo "Everything You Want", in poco tempo salì in cima alle classifiche, e divenne il 34° brano più suonato, negli Stati Uniti, in radio nel 2000.
Un terzo singolo, "You're a God", dopo una partenza moderata, divenne il 12° brano più suonato in radio nel 2000.
You're a God, è stato tra l'altro inserito nella colonna sonora del film "Una settimana da Dio".
Il gruppo è stato in tour costantemente dalla pubblicazione dell'album, fino a buona parte del 2001, e dopo una breve pausa, verso fine anno il gruppo ritornò in studio per registrare il loro nuovo album, che si sperava sarebbe stato pubblicato in tempo per sfruttare l'enorme popolarità di Everything You Want. Dal 2001 l'album è doppio disco di platino dopo aver venduto oltre 2.000.000 di copie negli Stati Uniti.

### Go

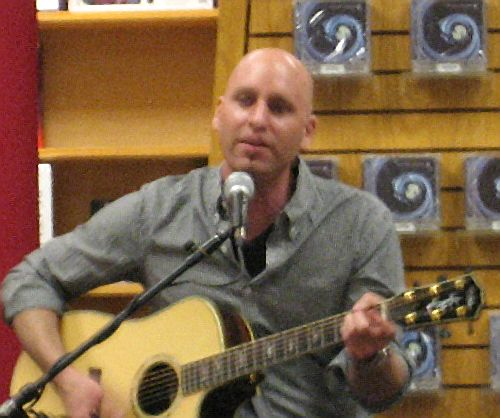
Matt Scannell al Borders

Dopo alcuni ritardi, è stato annunciato che il nuovo album, "Go", sarebbe stato pubblicato nel settembre 2002. Go è stato pubblicato mentre la RCA attraversava una profonda ristrutturazione e, di conseguenza, l'album ha ricevuto scarso sostegno dall'etichetta.. Il primo singolo, "I'm Still Here", ebbe un buon successo, ma quando la RCA si accorse che l'album non avrebbe avuto lo stesso successo di Everything You Want, smise di promuovere l'album e, di conseguenza non furono prodotti i video dei vari singoli. La casa discografica non supportò la band nemmeno nel loro tour.
Alla fine la band partì per un breve tour nei primi mesi del 2003, annunciando che una nuova versione di "Go" (prodotta da John Shanks) sarebbe finalmente uscita nel settembre 2003. Un tour più vasto è iniziato nel mese di agosto, ed ha portato alla pubblicazione del disco.
A metà del 2004 la band concluse il suo rapporto con la RCA. Un nuovo contratto con la Hybrid Recordings è stato firmato all'inizio del 2005 ed ha portato alla realizzazione di una nuova versione di "Go", a cui è stato aggiunto il singolo "Better When You're Not There", che non era presente sulla versione originale RCA.
Nel 2005 il batterista Ed Toth lascia la band per unirsi al gruppo The Doobie Brothers. Dal quel momento diversi batteristi si alternarono nel gruppo, tra questi Blair Sinta, Ron Lavella, Craig McIntyre, e Jason Sutter.

### Burning the Days
"Burning the Days" è stato pubblicato il 22 settembre 2009, ed è la prima registrazione del gruppo dopo una pausa di cinque anni. in una intervista, Matt Scannell ha detto che Burning The Days segna un cambiamento nel suo modo di comporre, sia musicalmente che liricamente.
Per promuovere l'album, il 23 giugno 2008, durante un concerto in duo nel Lincolnshire, Illinois, Scannell debutta con il nuovo singolo "Save Me From Myself", ed il 26 giugno 2008, in Downers Grove, Illinois, con il singolo "All is Said and Done".
Il 3 giugno 2010, Keith Kane, sul suo sito ufficiale, rilascia la notizia che non sarebbe stato in tour con i Vertical Horizon, volendo spostare la sua attenzione sulla sua carriera da solista.
Alla fine di giugno, "The Lucky One" è stato distribuito alle radio come singolo.

### Suono
Il sound della band è caratterizzato dalla presenza consistente di riff di chitarra acustica e di chitarra elettrica di accompagnamento, che ricorda gruppi come Counting Crows e Dave Matthews Band.

## Formazione

### Formazione attuale
- Matt Scannell - voce, chitarra (dal 1990)
- Ron LaVella - batteria (dal 2009)
- Steve Fekete - chitarra, voce (dal 2010)
- Eric Holden - basso, voce (dal 2009)

### Ex componenti
- Ed Toth - batteria, percussioni  (1996 - 2005)
- Sean Hurley - basso, voce (1998 - 2009)
- Keith Kane - voce, chitarra  (1990 - 2010)
- Jason Sutter - batteria (2009 - 2010)
- Corey McCormick - basso (nei tour 2009 - 2010)

## Discografia

### Album studio
- 1992 – There and Back Again
- 1995 – Running on Ice
- 1999 – Everything You Want
- 2003 – Go
- 2009 – Burning the Days
- 2013 – Echoes from the Underground
- 2018 – The Lost Mile

### Album Live
- 1997 – Live Stages